# 158

158(백오십팔)은 157보다 크고 159보다 작은 자연수다.

## 수학
- 합성수로, 그 약수는 1, 2, 79, 158이다. 진약수의 합은 82이므로, 158은 부족수다.
  - 52번째 반소수다. 앞의 반소수는 155, 다음 반소수는 159다.
- {\displaystyle 158=3+5+7+11+13+17+19+23+29+31}
  - 연속하는 소수(素數) 10개의 합으로 나타낼 수 있으며, 이 성질을 지닌 앞의 수는 129, 다음 수는 192이다.
- {\displaystyle 158=1^{2}+6^{2}+11^{2}}
  - 공차가 5인 세 자연수의 제곱합으로 나타낼 수 있는 가장 작은 수다. 이 성질을 지닌 다음 수는 197이다.
- {\displaystyle 23^{3}-1}은 158로 나누어떨어진다.

## 과학
- NGC 158: 고래자리 방향에 있는 이중성.

## 교통
- 국도 제158호선
  - 일본 158번 국도: 후쿠이현 후쿠이시에서 나가노현 마쓰모토시까지 이어지는 일본의 국도.
  - 미국 158번 국도(영어판): 노스캐롤라이나주 내를 관통하는 미국의 국도.
- 기타 도로
  - 현도 제158호선

## 군사
- U-158(영어판, 독일어판): 제2차 세계 대전에 사용된 나치 독일의 군용 잠수함. 제1차 세계 대전에 사용될 예정이던 동명의 모델도 있었으나, 사용되지 못했다.

## 문화유산
- 대한민국의 국보 제158호: 무령왕비 금목걸이
- 대한민국의 보물 제158호: 장흥 보림사 보조선사탑비
- 대한민국의 사적 제158호: 경주 문무대왕릉

## 방송
- 지니 TV의 KBS 라이프 채널 번호.
- B tv의 토마토집통 채널 번호.
- U+ TV의 더M 채널 번호.
- LG헬로비전의 히스토리 채널 번호.
- B tv 케이블의 KFN 채널 번호.

## 기타
- 연도: 158년, 기원전 158년